# I-76 (восток)
I-76 (Interstate 76) — межштатная автомагистраль на востоке Соединённых Штатов Америки. Общая протяжённость — 434,87 мили (699,86 км). Проходит по территории трёх штатов.

## Маршрут магистрали
| Штат  | миль   | км     |
| ----- | ------ | ------ |
| OH    | 82,12  | 132,16 |
| PA    | 349,67 | 562,74 |
| NJ    | 3,08   | 4,96   |
| Всего | 434,87 | 699,86 |

### Огайо
Западный конец Interstate 76 располагается к востоку от деревни Лоди на северо-востоке Огайо, на пересечении с Interstate 71. В 2010 году эта развязка была перестроена. На протяжении первых 30 км магистраль соединена с US 224. При въезде в город Акрон магистрали разъединяются. Через 3 км I-76 на 5 последующих километров соединяется с I-77. Затем дорога продолжает двигаться на восток и близ города Янгстаун пересекает I-80. Затем Interstate 76 пересекает границу с Пенсильванией.

### Пенсильвания — Нью-Джерси
I-76 пересекает Пенсильванию на юге штата. Вскоре после пересечения границы магистраль огибает с севера город Питтсбург. Затем магистраль соединяется с Interstate 70. На протяжении почти 140 км, на которых магистрали соединены, с них имеются всего три развязки, так как их маршрут проходит через малонаселённые предгорья Аппалачей. После этого I-70 уходит на юг, в сторону Балтимора, а I-76 двигается на восток, к Филадельфии. Дальнейший путь магистрали проходит к югу от городов Гаррисберг и Рединг. После пересечения реки Саскуэханна I-76 поворачивает на юго-восток, в сторону центра Филадельфии, обходя его с юга.
После выезда из Филадельфии I-76 пересекает реку Делавэр и попадает на территорию Нью-Джерси. Через 5 км I-76 заканчивается на пересечении с I-295.

## Основные развязки
- I-77 / SR 8, Акрон, Огайо
- I-80, округ Махонинг, Огайо
- I-79 / US 19, округ Батлер, Пенсильвания
- I-70 / US 119 / PA 66, округ Уэстморленд, Пенсильвания
- I-99 / US 220, округ Бедфорд, Пенсильвания
- I-70 / US 30, Бризвуд, Пенсильвания
- I-81 / US 11, округ Камберленд, Пенсильвания
- I-83, округ Йорк, Пенсильвания
- I-95, Филадельфия, Пенсильвания

## Вспомогательные магистрали
- I-176, Пенсильвания
- I-276, Пенсильвания
- I-376, Пенсильвания
- I-476, Пенсильвания
- I-676, Нью-Джерси—Пенсильвания